# Púng Luông
Púng Luông là một xã thuộc tỉnh Lào Cai, Việt Nam.
Xã Púng Luông có diện tích 53,06 km², dân số năm 2019 là 4.060 người, mật độ dân số đạt 77 người/km².